# Штупељ
Штупељ (алб. Shtupel) је насеље у општини Клина, Косово и Метохија, Република Србија.

## Становништво
| Демографија | Демографија | Демографија |
| Година      | Становника  | Становника  |
| ----------- | ----------- | ----------- |
| 1948.       | 631         |             |
| 1953.       | 666         |             |
| 1961.       | 777         |             |
| 1971.       | 960         |             |
| 1981.       | 1.086       |             |
| 1991.       | 1.258       |             |